# Pamphylia
Pamphylia (chữ Hi Lạp cổ: Παμφυλία, chữ Thổ Nhĩ Kì: Pamfilya, dịch âm: Pam-phi-ly(Tin Lành), Pam-phy-li-a(Công giáo La Mã)), là một khu vực miền nam ở Anatolia thời cổ đại, nằm ở trong lãnh thổ tỉnh Antalya, Thổ Nhĩ Kì ngày nay, thủ phủ đặt tại Perga.
Pamphylia nằm giữa Lycia và Cilicia, từ ven biển Địa Trung Hải kéo dài đến dãy núi Taurus. Nó tiếp giáp với Pisidia ở phía bắc. Vào thời kì Đế quốc La Mã, chỗ này là một hành tỉnh của đế quốc ở châu Á.
Thành Perga, nơi sứ đồ Phao-lô từng đi qua, chính là Pamphylia. Người Do Thái ở khu vực này từng nghe thấy Phi-e-rơ giảng đạo tại Jerusalem vào ngày Lễ Ngũ tuần (Công vụ các Sứ đồ 2:10, 13:13).